# Norstedtshuset

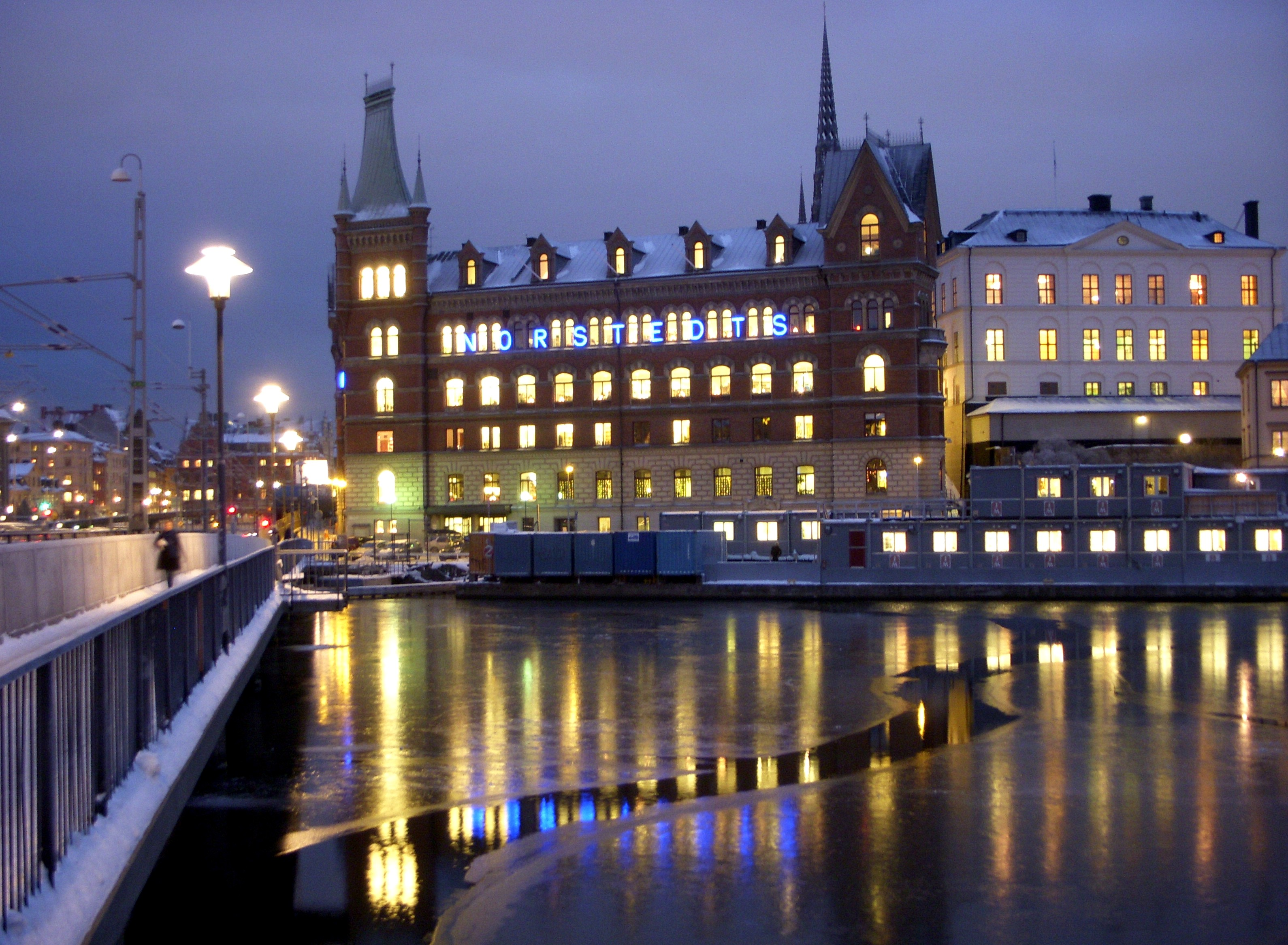
Norstedtshuset vy från Centralbron, december 2010

Norstedtshuset är en byggnad i kvarteret Gråmunkeholmen 4 på Riddarholmen i Stockholm, uppförd 1882-1889 i så kallad rohbau-stil efter ritningar av arkitekt Magnus Isæus. Byggnaden är blåmärkt av Stadsmuseet i Stockholm vilket betyder "att bebyggelsen bedöms ha synnerligen höga kulturhistoriska värden".

## Historik
Byggnadens äldsta delar mot väst härrör från 1700-talet och tillbyggdes åren 1772-1773 efter ritningar av vicestadsarkitekten Eric Palmstedt. En nybyggnad uppfördes 1857-1858 av byggmästaren Axel Gotthard Janson med Johan Fredrik Åbom som arkitekt. Byggnaderna mot vattnet tillkom 1882-1889 och gestaltades av arkitekt Magnus Isæus. En tillbyggnad mot Tryckeriegatan tillkom 1891. År 1943 genomfördes en ombyggnad och modernisering planerad av Ivar Tengbom.
När man talar om Norstedtshuset menas byggnaden mot Riddarholmskanalen och Riddarfjärden. Den har utförds med en trubbig vinkel med ett hörntorn mot norr. Tornet avslutas med fyra toureller och den karakteristiska kopparklädda tornhuven med brant fall. Fasaderna är rikt gestaltade med skiftande material som grå betong i sockeln, däröver i gul rusticerande puts och rött fogstruket klinkertegel för resten av byggnaden.  Bjälklagen i de stora hallarna bärs upp av gjutjärnskolonner. Mot gården har huset en enklare, putsad fasad.
Fastigheten var i förlaget Norstedts ägo sedan början av 1830-talet, men ägs sedan 1990-talet av AFA Fastigheter. Fastigheten är alltjämt Norstedts förlagsgrupps huvudkontor.
Norstedtshuset är idag den enda fastigheten på Riddarholmen som inte ägs av Statens Fastighetsverk.

## Bilder

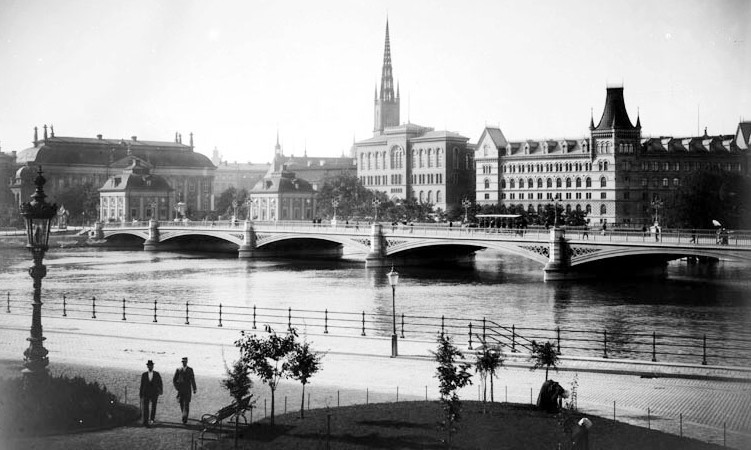
Norstedtshuset, Riddarholmskyrkan, Gamla riksarkivet och Vasabron 1896
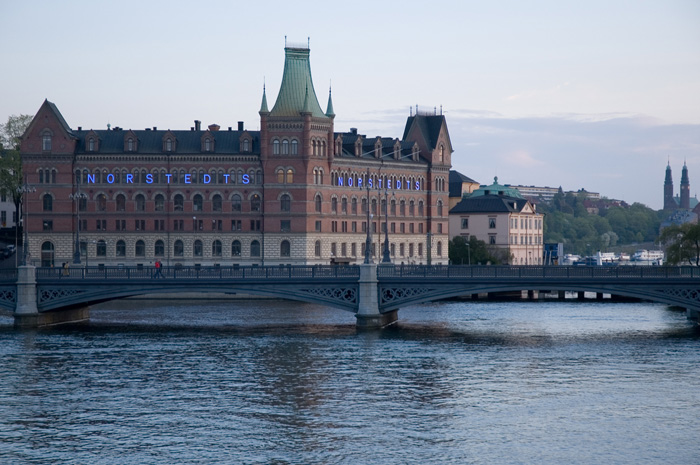
Norstedtshuset och Vasabron 2006
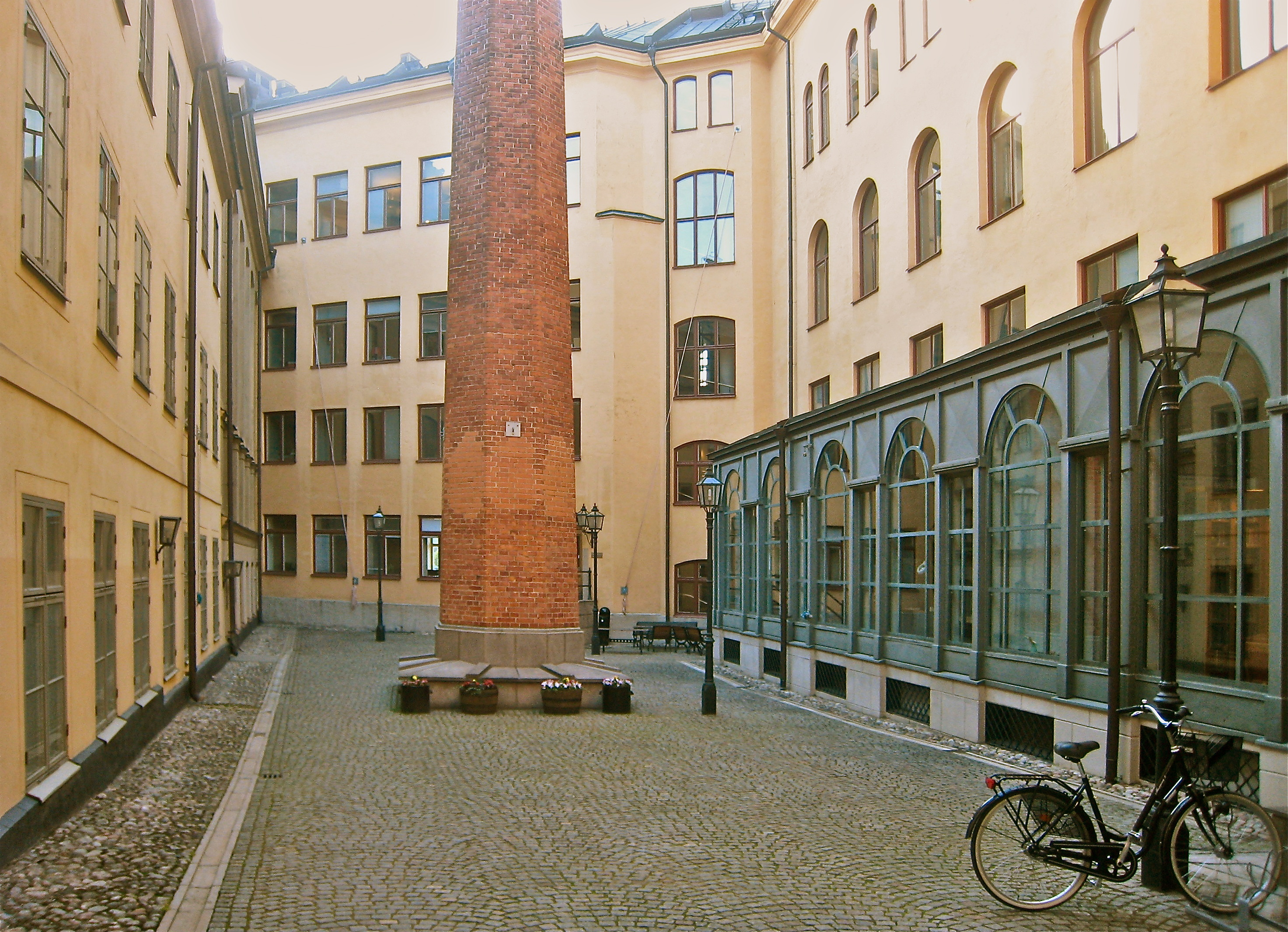
Norstedtshusets gård med den gamla skorstenen. Till vänster kvarterets äldre bebyggelse med Levins villa närmast.
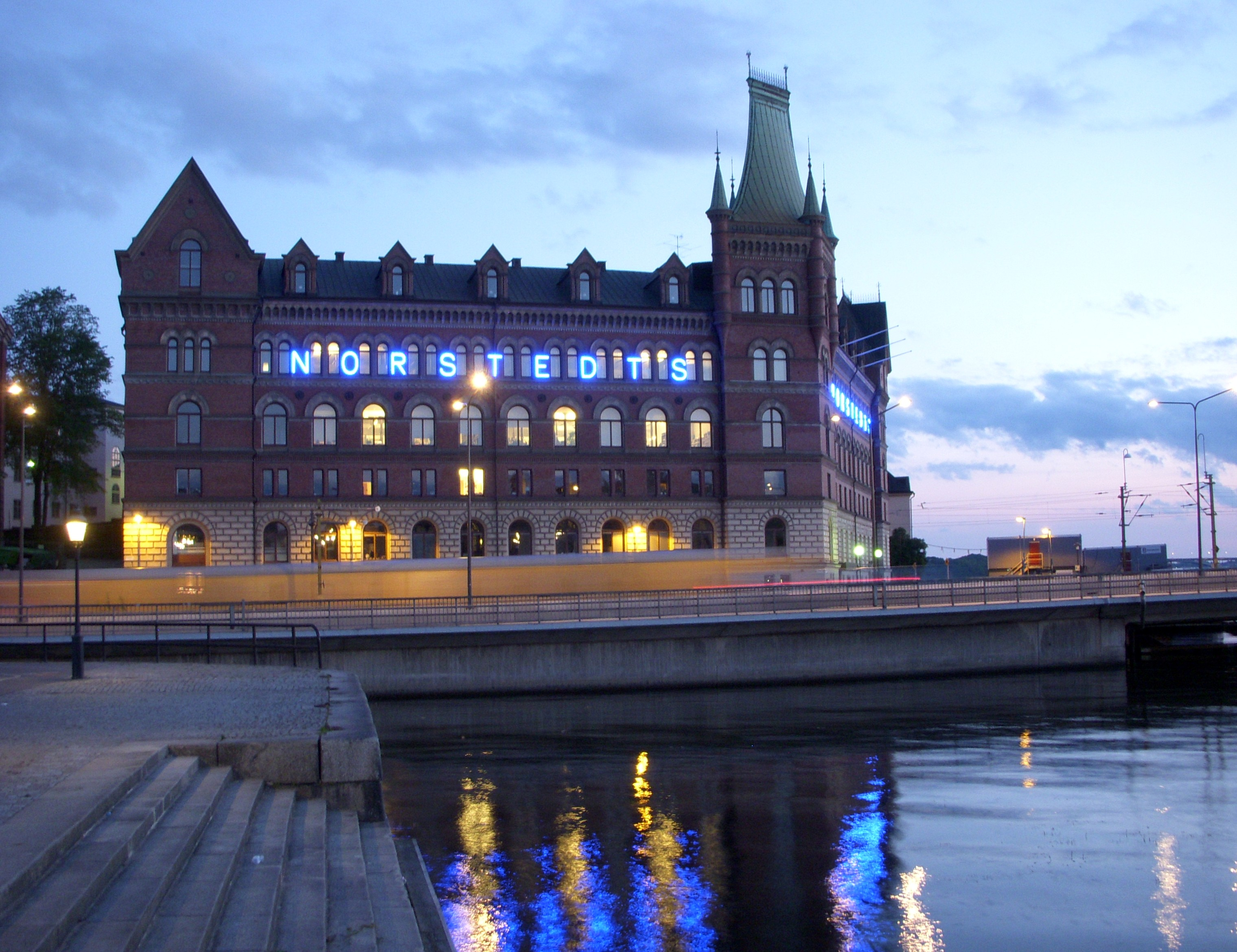
Norstedtshuset sett från Riddarhuskajen, en julikväll 2011